# Nous Ç Nous
Nous Ç Nous, d'abord appelée La Bande du Carré Blanc, est une ancienne troupe d'humoristes français créée par Philippe Richard dans laquelle ont joué Jean Dujardin, Éric Massot, Emmanuel « Manu » Joucla, Bruno Salomone et Éric Collado. Ils se produisent d'abord dans le café-théâtre du Carré Blanc, d'où leur nom d'origine, puis à la télévision.

## Historique

### 1994-1997: les origines avec La Bande du Carré Blanc

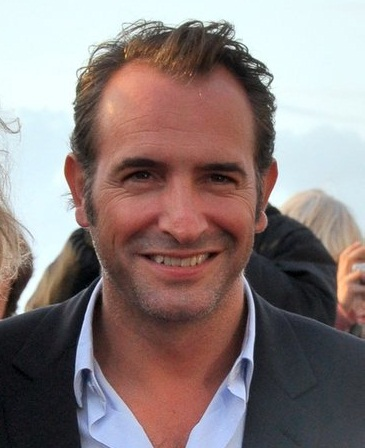
Jean Dujardin.

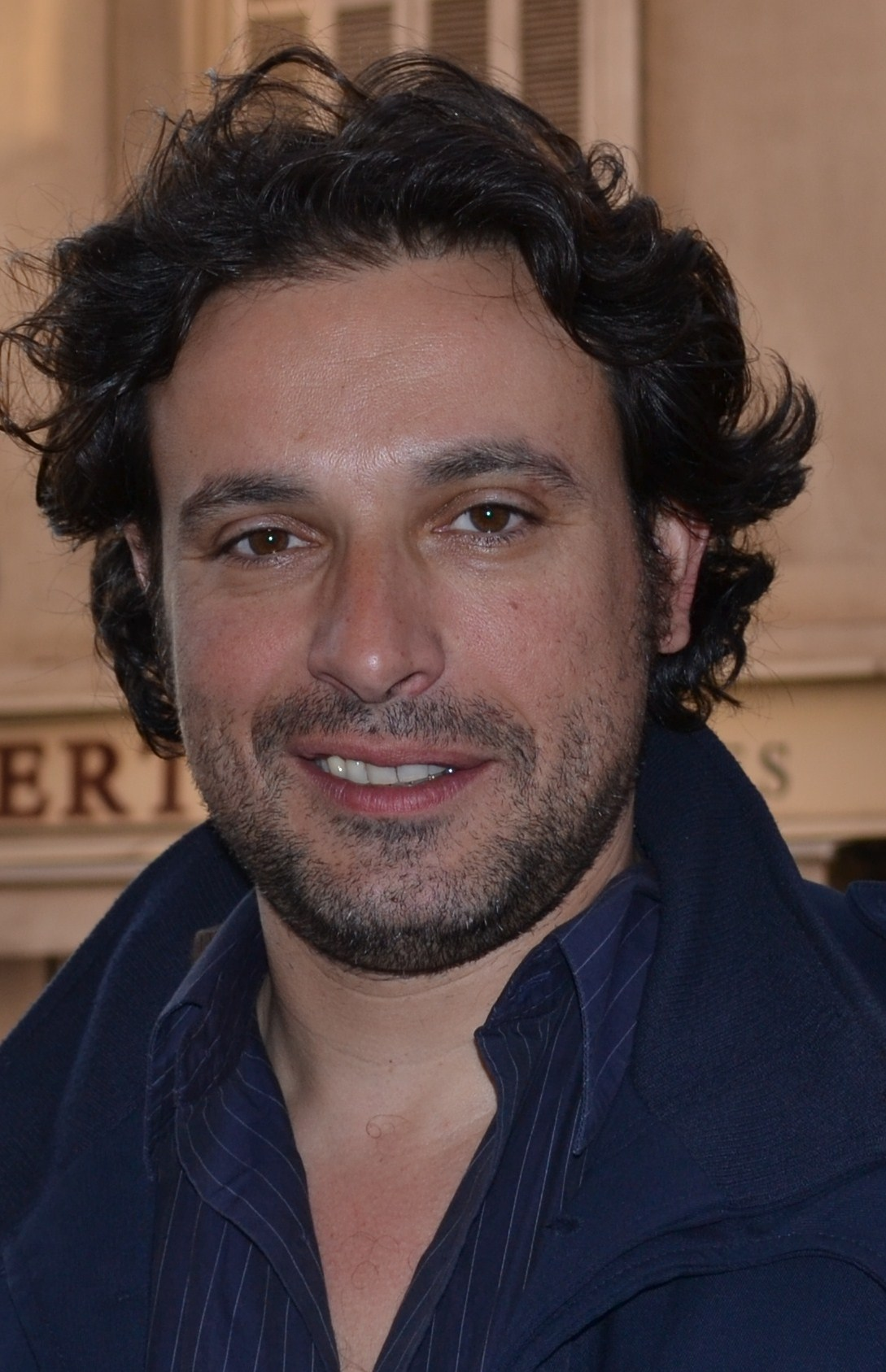
Bruno Salomone.

Au café-théâtre du Carré Blanc, rue Fontaine, à Paris (aujourd'hui disparu) jouent divers comiques : Philippe Urbain, Éric Massot, Jean Dujardin, Bruno Salomone, Éric Collado, Emmanuel Joucla, Sonia Mathieu, Gilles Vautier, Luc Antoni, etc.. Remarqués par Patrick Sébastien en 1997, ils passent à la télé dans son émission Étonnant et drôle. La troupe s'appelle alors La Bande du Carré Blanc. Ils produisent la même année un single intitulé Nous Ç nous, composé par Yannick Hugnet et parodiant les boys bands en vogue à l'époque,. La chanson est interprétée par Jean Dujardin, Bruno Salomone et Éric Collado ; dans le sketch, Urbain, Massot et Joucla jouent les gardes du corps, et Luc Antoni le rôle d'une groupie.

### 1998-2000: la scission et la création des Nous Ç Nous
Jean Dujardin, Bruno Salomone, Éric Collado, Éric Massot et Emmanuel Joucla montent la bande des Nous Ç Nous, en référence à leur chanson parodique, dans l'émission Fiesta de Patrick Sébastien.
Bruno Salomone réalise également une série de sketchs en duo avec Jean Dujardin pour l'émission Farce Attaque sur France 2, et avec Emmanuel Joucla pour le spectacle Le Faux Débat.
Les Nous Ç Nous créent ensuite leur propre émission, Le Toc Show, qui parodie la télévision à la manière de l'émission des Inconnus La Télé des Inconnus,. Le Toc Show sera plus tard éditée en DVD.
Jean Dujardin quitte le groupe, qui continue à quatre avec l'émission Nos chaînes à nous sur France 3. Sandrine Alexi fait aussi une apparition dans un sketch. Cette seconde émission sera également éditée en DVD.

### 2000-2012: l'après
Au bout d'un an le groupe se sépare. Bruno Salomone et Éric Collado reprennent leur carrière au théâtre. Éric Massot et Emmanuel Joucla deviennent animateurs radio et télé, jouent deux spectacles en duo et obtiennent quelques petits rôles au cinéma. Jean Dujardin devient acteur pour la série télévisée Un gars, une fille, puis décroche de nombreux rôles au cinéma dans des registres divers, qui lui permettent de devenir progressivement un acteur reconnu et récompensé, en France mais aussi à l'étranger. Bruno Salomone devient l'un des principaux acteurs, à partir de 2007, de la série à succès Fais pas ci, fais pas ça sur France 2 ; il y joue Denis Bouley, le père d'une des deux familles voisines dont la série suit le quotidien.

### 2012-2016: rumeurs d'un retour au cinéma
Début 2012, alors que Jean Dujardin reçoit l'Oscar du meilleur acteur pour son rôle dans The Artist, Emmanuel Joucla annonce le retour des Nous Ç Nous dans son premier film en tant que coauteur et coréalisateur avec Pierre Mouchet (réalisateur des sketchs des Nous Ç Nous), Le Petit Joueur, une comédie sur le poker dont le tournage est prévu en Tunisie. Ce film reste toutefois à l'état de projet. En 2012, Joucla réalise un court métrage, La Promotion, où il joue aux côtés d'autres anciens des Nous Ç Nous : Éric Massot et Éric Collado.
Les principaux membres des Nous Ç Nous sont finalement réunis lors d'une scène musicale dans le film Brice 3, sorti en 2016.

## Musique
La Bande du Carré Blanc a parodié les boys bands des années 1990 avec le single Nous Ç nous, qui apparaît sur le DVD Le Meilleur des Nous Ç Nous sorti en 2005. Le single Nous Ç nous, édité en 1997, remporte d'ailleurs un certain succès, atteignant la 20e place du Top 50, alors même que le phénomène « boys band » bat son plein.
Le groupe Nous Ç Nous crée ensuite le single Big or No, chanson en yaourt inspiré des sketchs Le Producteur et La Discothèque.

## DVD
- Le Meilleur des Nous Ç Nous (2005)
- Les Nous Ç Nous font leur cinéma (2006)

## Liste de sketchs
(décembre 2024).
- Si vous ne connaissez pas le sujet, laissez ce bandeau (vous pouvez alors contacter les auteurs).
- Si vous supprimez le contenu mis en cause (vous pouvez préalablement contacter les auteurs),

argumentez précisément cette suppression dans la page de discussion
(un manque de référence n'est pas un argument ; une recherche réelle de référence doit avoir été effectuée, être formellement documentée).
Ces sketchs sont issus de leurs émissions diffusées entre 1997 et 2000 sur France 2 et France 3 ainsi que de leurs apparitions dans Fiesta et Farce Attaque.
Sketches des émissions de Patrick Sébastien :
- Street Fighter — sketch au Carré Blanc, en dehors de toute émission télévisée, avec les huit acteurs
- Street Fighter version télé, avec cinq acteurs
- Le Château hanté
- Le Western
- La Maison de Fous
- Noël chez les Fous
- La Guerre du Viet-Nam
- Le Producteur
- Plusieurs parodies de Je passe à la Télé
- Nous Ç nous, Big or No (parodies de boys band, initialement jouées en public chez Patrick Sébastien)
- Passages individuels à Graines de star ou chez Patrick Sébastien (Brice de Nice de Jean Dujardin, Michael D'amour de Salomone, duo Urbain/Massot…)

Sketches des émissions Nous Ç Nous :
- La Guéguerre des étoiles : sketch en trois parties — parodie de Star Wars
- Brice de Nice — trois sketchs dans le cadre des émissions Nous Ç Nous, Dans un bar, Leçon de casse, En soirée ; un sketch en solo de Jean Dujardin : Les Débuts de Brice et un sketch dans le cadre de l'émission Farce Attaque, Aux Îles Saintes avec Bruno Salomone dans le rôle de MC Saturn
- Le Cochon d'Inde : sketch de Bruno Salomone
- Fingers — parodie de Scream
- Ça gave : Chez Eddie Barclay et Chez la Famille Bourbon de la Crémaillère - parodie de Sagas
- Le Faux Débat : Les Allumettes, Les Pattes à Modeler, Le Pacs, La Mauvaise Ambiance et Maman
- Aliainne — parodie d’Alien sous forme de bande-annonce making-of
- Matrisque — parodie de Matrix
- Fan d’eux — Ophélie et Patrick et Les Pathétics Loosers parodie de Fan de...
- Lascars Infos, avec Bruno Salomone dans le rôle de MC Saturn
- Le Parrain - parodie du film du même nom
- Les Affranchis - parodie du film du même nom
- Les Yeux dans les bœufs — parodie du documentaire Les Yeux dans les Bleus
- Les Enfants de la fureur — parodie des Enfants de la Télé avec en allusion dans le titre une autre émission d'Arthur, La Fureur
- Les Mamours — parodie de l'émission Les Z'amours avec Jean-Luc Reichmann dans le rôle de Monique
- Placido Show — parodie des émissions musicales ; 2 sketchs : "Michael d'Amour" et "Françoise Moisie"
- Tout le monde se casse — parodie de Tout le monde en parle de Thierry Ardisson
- [titre inconnu] — parodie de On ne peut pas plaire à tout le monde de Marc-Olivier Fogiel
- TV + Mieux - parodie de TV+
- Casting Eurovision
- Les Désagréables : À la plage et À Noël
- Lepetit Legros « Le Tableau » — parodie de Starsky et Hutch
- Zen : En voiture et Avec un cobaye
- Françoise Moisie présente son livre dans la forêt
- Film XXL
- Pyramidi - parodie de Pyramide
- Le Métier de Sous-directeur
- Rubriqu'art : Le Peintre - parodie des capsules culturelles de La Cinquième
- Les Médiateurs
- Taksi 3 - parodie de Taxi
- Pokéhomme - parodie de Pokémon
- Radio Brazil
- Télé Maternité
- Harry prend la tête
- Le Projet Blaireaux - parodie du Projet Blair Witch
- Mon frère, c'est ma sœur - parodie des sitcoms américains
- La Rondelle
- Stage dans le désert
- TV Pyrénées - parodie des chaînes de télévisions locales
- La Carte postale d'Antoine
- Les Naturalistes : La Sauterelle en rut
- Y'a pas Toto - parodie de Y'a pas photo
- I2M - parodie de Mission impossible 2
- Turlututu - parodie de Taratata
- Coupure Pub - parodie de Culture Pub
- InfosXXXXXXXL - parodie du Journal du Hard
- Micheline et Maïté - parodie de La Cuisine des mousquetaires. (Éric Collado en Maïté et Éric Massot en Micheline)
- Va t'asseoir - parodie de Va savoir
- Je discute - parodie de Ça se discute
- La Boîte gay
- 365 Jours avec Michael D'amour
- Capitaliste - parodie de Capital
- Union impossible - parodie de Union libre avec Sandrine Alexi
- Mafia gay

## Personnages créés
Ces personnages récurrents ne sont pas issus directement d'une parodie. 
- Brice de Nice : Jean Dujardin
- Placido : Jean Dujardin
- MC Saturn : Bruno Salomone
- Nadia : Bruno Salomone
- Michael D'Amour : Bruno Salomone
- Le Cochon d'Inde : Bruno Salomone
- Inspecteur Moquet : Bruno Salomone
- Francoise Moisie : Éric Massot
- Francis Smith : Éric Massot
- Micheline et Maïté : Éric Massot et Éric Collado
- Les Frères Perez (Jean et Jacques) : Jean Dujardin et Éric Collado
- Les Religieuses : Éric Massot et Manu Joucla
- Les Désagréables (Marie Hélène et Bernard) : Bruno Salomone et Manu Joucla
- Le Bouddha des Pyrénées : Éric Collado
- Les Faux Débats : Bruno Salomone et Manu Joucla